# آکواریوم منطقه آزاد انزلی
آکواریوم منطقه آزاد انزلی بزرگترین آکواریوم ایران در زمینی به مساحت ۱۰ هزار متر مربع در دو طبقه به صورت یک راه ۴۰ متری ۱۲درتیرماه ۱۳۹۷ افتتاح گردید.

## امکانات
- تونل آکواریوم
- شهربازی سرپوشیده
- سالن بولینگ
- سینما چند بعدی
- قهوه‌خانه
- رستوران